# 特殊作戦司令部 (デンマーク軍)
特殊作戦司令部（デ：Specialoperationskommandoen,FKO）は、デンマーク軍における特殊部隊組織。国防軍司令部に直属する組織であり、デンマーク軍の特殊部隊（猟兵中隊・フロッグマン中隊）の統合指揮を行う。所在地はオールボー空軍基地。
デンマーク軍においては、デンマーク陸軍の猟兵中隊及びデンマーク海軍のフロッグマン中隊の2個の特殊部隊を有していた。2012年12月の内閣・政党間の「デンマーク国防合意 2013-2017」において、多国間協力も含めた特殊部隊の能力強化が求められ、常設の統合指揮組織である特殊作戦司令部の設置も謳われていた。それを受け、2014年9月1日に設置された。